# Noi due nel mondo e nell'anima/Pensiero
Noi due nel mondo e nell'anima/Pensiero è un singolo del gruppo musicale italiano Pooh, pubblicato il 12 settembre 2016 in versione stereo.

## Tracce
Testi di Valerio Negrini, musiche di Roby Facchinetti.
1. Noi due nel mondo e nell'anima
2. Pensiero

## Formazione
- Roby Facchinetti: voce, tastiere
- Riccardo Fogli: voce, chitarra
- Dodi Battaglia: voce, chitarra.
- Red Canzian: voce, basso
- Stefano D'Orazio: voce, batteria, percussioni